# De un plumazo: Las historias perdidas
De un plumazo: Las historias perdidas, (del inglés: A Stroke of the Pen: The Lost Stories) es un libro póstumo de 2023 que contiene una colección de cuentos redescubiertos escritos por Terry Pratchett para los periódicos británicos Western Daily Press y Bucks Free Press entre 1970 y 1984, bajo su propio nombre así como bajo los pseudónimos Patrick Kearns y Tío Jim.
El libro incluye 20 cuentos, un prólogo de Neil Gaiman, una introducción del agente de Pratchett Colin Smythe, y un relato de los fans Pat y Jan Harkin sobre la investigación que realizaron buscando la historia serializada "The Quest for the Keys" (1984), lo que los llevó a descubrir muchas de las otras historias.
Una parte de la colección, incluyendo "The Quest for the Keys" y varias historias que tienen lugar en la ciudad ficticia de Blackbury, son especialmente notables por contener algunas de las primeras menciones de lugares y personajes del Mundodisco, que Pratchett más tarde desarrollaría en su serie más conocida, compuesta por 41 libros.
El libro fue universalmente bien recibido por los críticos, como un hallazgo inesperado y bienvenido de escritos "nuevos" del fallecido Pratchett. Los críticos señalaron que el estilo ingenioso e imaginativo característico del autor estaba presente en esas primeras obras, las cuales fueron elogiadas por su buena redacción, aunque sin alcanzar la alta calidad de sus obras posteriores.

## Contexto y antecedentes
Durante su vida, Pratchett escribió 70 libros (incluyendo la serie de 41 volúmenes de Mundodisco) y vendió más de 100 millones de copias en 43 idiomas, a lo largo de 44 años de carrera como escritor. Murió en 2015 a los 66 años.
A su muerte dejó tres novelas completas: el último libro de Mundodisco, La Corona del Pastor, y las dos últimas partes de la serie The Long Earth, un proyecto de ciencia ficción en el que había estado trabajando con Stephen Baxter.
Pratchett insistía en que cualquier obra incompleta fuera destruida después de su muerte. No quería que se revisaran ni publicaran sus notas o borradores inconclusos. Siguiendo sus deseos, en 2017 su amigo, gerente de negocios y albacea literario (y posteriormente biógrafo) Rob Wilkins pasó una apisonadora antigua por un disco duro que contenía todo el material inacabado de Pratchett (hasta 10 novelas incompletas).
Al comienzo de su carrera, Pratchett fue periodista en varios periódicos. Además, entre las décadas de 1960 y 1980, publicó cuentos de ficción serializados en periódicos bajo su propio nombre, así como bajo dos pseudónimos: Patrick Kearns y Tío Jim.
En 2010, el Bucks Free Press publicó en línea una antología de 250 cuentos de Pratchett originalmente aparecidos entre 1965 y 1970. Además, poco antes de su fallecimiento, se publicaron colecciones de sus cuentos para adultos (A Blink of the Screen) y ensayos de no ficción (A Slip of the Keyboard). En 2016 se publicó una colección de cuentos titulada The Witch's Vacuum Cleaner. En 2020 apareció lo que se pensaba sería el último volumen de sus historias infantiles, The Time-Travelling Caveman. Se creía que no surgirían más obras póstumas de Pratchett. Sin embargo, en ese momento solo se había atribuido a Pratchett el pseudónimo de Tío Jim, quedando Patrick Kearns aún sin identificar.

## Orígenes y redescubrimiento
Pratchett escribió muchos cuentos para el periódico Western Daily Press con sede en Bristol, algunos bajo su propio nombre y otros bajo el pseudónimo Patrick Kearns durante las décadas de 1970 y 1980. Antes de 2022–2023, este pseudónimo no había sido atribuido a él, ya que Pratchett había mantenido su existencia en secreto.
El editor y posteriormente agente de Pratchett, Colin Smythe, dijo: «Durante todos los años en que fui editor y luego agente de Terry, él nunca me ayudó a encontrar sus escritos cortos – pero como escribió en su dedicatoria para mí en Dragons at Crumbling Castle, '[había cuentos que Pratchett había] escondido cuidadosamente y deliberadamente olvidado'». Además, Smythe señaló su sospecha de que Pratchett usó pseudónimos porque, de lo contrario, la por entonces "honorable práctica" de escribir solo para un periódico habría impedido que publicara en otros medios, ya que Pratchett trabajaba en el Bath and West Evening Chronicle.
Uno de los cuentos serializados de Pratchett fue "The Quest for the Keys". Chris Lawrence lo leyó por primera vez cuando tenía 15 años. Le impactó especialmente, y coleccionó cada entrega y las enmarcó. “Las atesoré y guardé a salvo durante más de 35 años; (...) habiendo sobrevivido numerosas mudanzas, no sabía cuán importantes eran.” En 2022, Lawrence se dio cuenta de que había sido escrito por Pratchett.
Tras este descubrimiento, Lawrence contactó con Smythe, quien no conocía la existencia de esta historia.
Los recortes impresos que Lawrence había guardado estaban recortados de forma que no incluían detalles bibliográficos como el nombre de la publicación ni las fechas. Para encontrar las publicaciones originales sin recortar, Smythe recurrió a la pareja Jan y Pat Harkin, médicos jubilados y fanáticos de Pratchett. Se habían hecho cercanos al escritor en sus últimos años, tras conocerlo en una convención de fans. Pratchett solía llamarlos para pedirles asesoramiento anatómico mientras trabajaba en sus libros. Los Harkin habían perfeccionado sus habilidades de investigación archivística "hurgando en expedientes médicos". En ocasiones, habían ayudado a Smythe a rastrear algunas de las primeras obras de Pratchett en la cercana Colección Nacional de Periódicos del British Newspaper Archive en Boston Spa, Yorkshire.
Los Harkin se lanzaron a buscar la versión original sin recortar de "The Quest for the Keys". Durante meses, se sumergieron en cientos de números antiguos, en lo que el periódico i calificó como "una hazaña épica de investigación literaria" realizada por "un equipo de esposos amateurs expertos en Pratchett", y que resultó en lo que The Guardian describió como el "redescubrimiento de tesoros perdidos".
"The Quest for the Keys" menciona la ciudad de Morpork, que aparece por primera vez en la obra de Pratchett en su primera novela de Mundodisco, El color de la magia, publicada en 1983. Los Harkin consideraron improbable que Pratchett hubiera reutilizado el nombre de esa ciudad después de la publicación de la novela, estimando en cambio que el cuento pudo haberse publicado en algún momento entre 1972 y 1984. Decidieron comenzar su búsqueda a partir de 1972, y revisar cuatro periódicos: Western Daily Press, Bucks Free Press, Midweek Free Press y el Bath and West Evening Chronicle. Reunieron muchos cuentos atribuidos a distintos autores para evaluarlos posteriormente. En el proceso, notaron que varios firmados por Patrick Kearns incluían la ciudad ficticia de Blackbury, que Pratchett había usado en otras obras bajo su propio nombre. Esto, junto con otra pista, ayudó a confirmar la autoría de Pratchett: Smythe les dijo que "Kearns" era el apellido de soltera de la madre de Pratchett.
El error en la estimación de la fecha de publicación de "The Quest for the Keys" amplió el alcance de la investigación de los Harkin, lo que les permitió descubrir inesperadamente otras historias. La colección de cuentos que surgió fue adquirida por la editorial de larga trayectoria de Pratchett, Transworld, por una suma de seis cifras, anunciada en febrero de 2023, y publicada en octubre de 2023.

### Reacciones
Rob Wilkins dijo que el "redescubrimiento de estas historias es poco menos que un milagro y representa el último material 'nuevo' de Pratchett que probablemente llegaremos a encontrar". "Aunque Terry siempre estuvo muy concentrado en la siguiente novela y sostenía que sus obras no publicadas no debían ver la luz, siempre tuvo una admiración a regañadientes por el trabajo de su yo más joven, y le divertiría ver estas historias celebradas en un solo y maravilloso volumen. Los relatos del inicio de su carrera, antes de convertirse en el Terry Pratchett que conocemos y amamos, no son menos inspirados y ofrecen una verdadera visión del desarrollo de su genio creativo", dijo Wilkins. "Se sentiría desconcertado por la alegría que me provocan: (...) cualquier cosa que alejara a Terry del trabajo en curso era una distracción. Sí, estaría encantado de que se hayan encontrado. También tendría un brillo en los ojos al saber que nos llevó tanto tiempo hallarlas."
Neil Gaiman calificó el hallazgo como "un verdadero regalo".

## Contenido y estilo
El libro contiene 20 cuentos reunidos, publicados originalmente en forma serializada en los periódicos Western Daily Press y Bucks Free Press entre 1970 y 1984, bajo el propio nombre de Pratchett o sus pseudónimos Patrick Kearns y Tío Jim. Publishers Weekly los describió como "un tesoro descubierto de los primeros escritos de Pratchett".
El libro también incluye un prólogo "conmovedor" escrito por el amigo de Pratchett y coautor de Buenos presagios, Gaiman, una introducción de Smythe, y un ensayo final titulado "The Quest for The Quest for the Keys" por los Harkin, donde explican su metodología y comparten sus hallazgos al recuperar las historias de los archivos.
Hay personajes que van desde gnomos hasta cavernícolas, fantasmas, magos, apariciones en oficinas municipales, turismo en el tiempo, y un visitante de otro planeta.
La colección incluye historias como "Wanted: A Fat Jolly Man With a Red Woolly Hat", en la que Papá Noel consigue trabajo en un banco, y "The New Father Christmas", donde Santa despide a sus ayudantes en un intento de optimizar su plantilla. En otro relato, el estilo tipo The Truman Show de "Mr Brown's Holiday Accident" cuenta la historia de un hombre que descubre que es el protagonista de una obra que se desarrolla sin fin, y "The Quest for the Keys", considerada la mejor historia incluida, presenta menciones tempranas a Morpork, la ciudad del Mundodisco, desde donde un mago poco confiable envía a un guerrero llamado Kron en una aventura.
Larry Finlay, director general de Transworld, dijo que en los cuentos, los fans de Pratchett podrán "reconocer personajes y escenarios en formación que llegarían a definir su extensa carrera como uno de los escritores más emocionantes e inventivos que han existido".
Gaiman comentó en su prólogo que los cuentos están escritos con agilidad: "Tiene un espacio limitado en la página del periódico... y va a comenzar, desarrollar y terminar su historia ajustándose [exactamente] al límite de palabras." Kirkus Reviews añade que "no hay mucho espacio para desarrollar personajes o construir mundos; estas ficciones breves son esencialmente bromas, con planteamientos y desenlaces entregados de forma eficiente, pero con destellos del encanto característico de Pratchett. Varias historias ambientadas en la ciudad ficticia de Blackbury tienen un aire cordial, de cuento exagerado, y el 'proto-Mundodisco' en 'The Quest for the Keys'." 

### Conexiones con Mundodisco
Un subconjunto de los cuentos del libro tiene lugar en una versión temprana de lo que más tarde se convertiría en el Mundodisco de Pratchett — cuya primera entrega fue El color de la magia en 1983—; "sugiriendo el mundo que Sir Terry acabaría por crear".
Las historias de Blackbury (1967–73) giran en torno al Instituto de Disparates Aplicados de Blackbury, un precursor de la Universidad Invisible. "The Quest for the Keys" (1984), contiene una mención temprana a Morpork, ciudad de la serie Mundodisco. La historia gira en torno a un proto-Rincewind que se enfrenta a una versión más joven pero aún astuta de Cohen el Bárbaro, en una Morpork que aún no ha sido anexada a Ankh.

### Lista de cuentos
El libro incluye 20 cuentos cortos:
- "How It All Began..."[a]
- "The Fossil Beach"[b]
- "The Real Wild West”[c]
- "How Scrooge Saw the Spectral Light (Ho! Ho! Ho!) and Went Happily Back to Humbug"[d]
- "Wanted: A Fat, Jolly Man with a Red Woolly Hat"[e][5][3][15]
- "A Partridge in a Post Box"[f]
- "The New Father Christmas"[g][15][5]
- "The Great Blackbury Pie"[h][i] (Una versión revisada de “The Blackbury Pie”)[j][16]
- "How Good King Wenceslas Went Pop for the DJ's Feast of Stephen"[k]
- "Dragon Quest"[l] (Una versión revisada de "Dragons at Crumbling Castle")[m][16]
- "The Gnomes from Home"[n]
- "From the Horse's Mouth"[o] (Una versión revisada de "Johnno, the Talking Horse")[p][16]
- "Blackbury Weather"[q]
- "The Blackbury Jungle"[r]
- "The Haunted Steamroller"[s]
- "The Money Tree"[t]
- "The Blackbury Thing"[u]
- "Mr Brown's Holiday Accident"[v][w][nota 4][5]
- "Pilgarlic Towers"[x]
- "The Quest for the Keys"[y][15][5][18][6]

## Reseñas
Esta colección de 20 cuentos, reeditada en 2023, recibió críticas positivas. The Times los calificó como "joyas desenterradas", The New Scientist como "una lectura absolutamente obligatoria", y Publishers Weekly los describió como "excelentes, a menudo hilarantes primeros trabajos", añadiendo que "los devotos de Pratchett se sentirán conmovidos y agradecidos por este regalo inesperado, y hasta los lectores ocasionales quedarán totalmente encantados. No hay un mal cuento en todo el conjunto."
Varias reseñas coincidieron en señalar que estos primeros trabajos de Pratchett, aunque claramente en su estilo, eran buenos, pero no alcanzaban el nivel de sus obras posteriores. El New Statesman dijo que "su trabajo temprano es maravilloso, su obra posterior es extraordinaria", y que "los cuentos de Pratchett nunca fueron su mejor trabajo ('Me costaron sangre', solía decir), pero siempre tuvieron encanto e imaginación". Kirkus Reviews comentó que "reflejan a un autor en busca de su oficio". De forma similar, The Guardian señaló que "aunque algunas de estas historias pasan un poco rápido, no obstante rebosan del ingenio absurdo e inventiva con los que Pratchett se haría famoso. El libro ofrece una fascinante visión de un escritor encontrando su voz". La Library Journal dijo que "los cuentos son muy breves y no reflejan del todo al escritor en que Pratchett se convirtió durante la magnífica trayectoria de la serie Mundodisco, pero el desarrollo de su voz autoral y las semillas más tempranas de lo que luego sería Mundodisco están ahí para los lectores que aún extrañan su estilo inimitable".
The Independent dijo: "Esta encantadora colección es ingeniosa, entretenida y un poco excéntrica, a menudo con un giro inesperado. Las historias imaginativas incluyen personajes como Og, el cavernícola inventor, y fantasmas que han sido desalojados de su hogar. Varios personajes y escenarios reaparecen más adelante en las novelas que consolidaron su carrera. Las fantasías cómicas que componen este libro lo convierten en una lectura divertida. El ingenio, la sabiduría y la inteligencia están entremezclados con una dosis viva de ingenuidad, con resultados entretenidos". El periódico le otorgó una puntuación de 9/10.
The Times comentó que "Pratchett describía su proceso de escritura como un viaje a través de un valle cubierto de niebla, en el que 'puedes ver la copa de un árbol aquí y la copa de otro árbol allá'. Iba hacia el primer árbol, luego al siguiente y, 'con algo de suerte', lograba cruzar el valle. A Stroke of the Pen lo muestra en una etapa en la que se detenía en el primer o segundo árbol. Pronto se adentraría en el bosque".
Algunos críticos comentaron sobre qué público podría disfrutar más de la obra. Kirkus Reviews señaló que "como cualquier colección de obras juveniles, está dirigida solo a los fans más comprometidos, pero hay mucho aquí para que lo disfruten". Library Journal concluyó que "los fans de Pratchett (...) disfrutarán explorando estas historias en busca de fragmentos de Ankh-Morpork". Y el i comentó que "las historias son bombones literarios disfrutables – escritas con fecha límite por Pratchett, principalmente para lectores jóvenes".
Varios críticos destacaron "The Quest for the Keys" como la mejor y más extensa historia incluida en la colección. Se espera que los fans de Mundodisco se interesen por ella, ya que contiene una de las menciones más tempranas a Morpork y también personajes que fueron versiones iniciales de los que más tarde aparecerían en las novelas de Pratchett.